# 프로세싱
프로세싱(Processing)은 컴퓨터 프로그래밍의 본질을 시각적 개념으로 프로그래머가 아닌 사람들에게 교육할 목적으로 뉴 미디어 아트, 시각 디자인 공동체를 위해 개발된 오픈 소스 프로그래밍 언어이자 통합 개발 환경(IDE)이다. 2001년 MIT 미디어 연구소에서 케이시 리아스와 벤자민 프라이가 시작하였다.

## 헬로 월드
```
void
 
setup
()
 
{

  
println
(
"Hello World!"
);

}

```

이것이 올바른 헬로 월드 프로그램이지만, 다음의 코드가 프로세싱 언어를 잘 표현해 주는 좋은 예라고 할 수 있다.
```
void
 
setup
()
 
{

 
PFont
 
font
 
=
 
loadFont
(
"myfont.vlw"
);

 
textFont
(
font
,
 
20
);

}

void
 
draw
()
 
{

 
text
(
"Hello World!"
,
 
30
,
 
50
);

}

```

## 같이 보기
- 신더 (프로그래밍 라이브러리)
- 오픈프레임웍스
- 자바FX
- 맥스 (소프트웨어)